# L'Éclaireur de Nice
L'Éclaireur de Nice était un journal régional du sud-est de la France. Il était de sensibilité centre droit.

## Histoire
En 1881, L'Éclaireur du Littoral est fondé, qui prend le nom de L'Éclaireur de Nice en 1888.
Orienté politiquement au centre droit, il est le rival du Petit Niçois, de centre gauche. Néanmoins lors de l'Entre-deux-guerres, il s'impose comme le principal quotidien de la région niçoise (100 000 exemplaires contre 40 000 en 1939).
Entré à L’Éclaireur en 1887 comme rédacteur, Léon Garibaldi en devient directeur politique, puis président du conseil d’administration en 1921. Il est secondé par son neveu Charles Buchet, rédacteur en chef à partir de 1922. Lors de cette période des personnalités comme Édouard Grinda ou Michel Bavastro, Paul Gordeaux  y travaillent en tant éditorialiste.

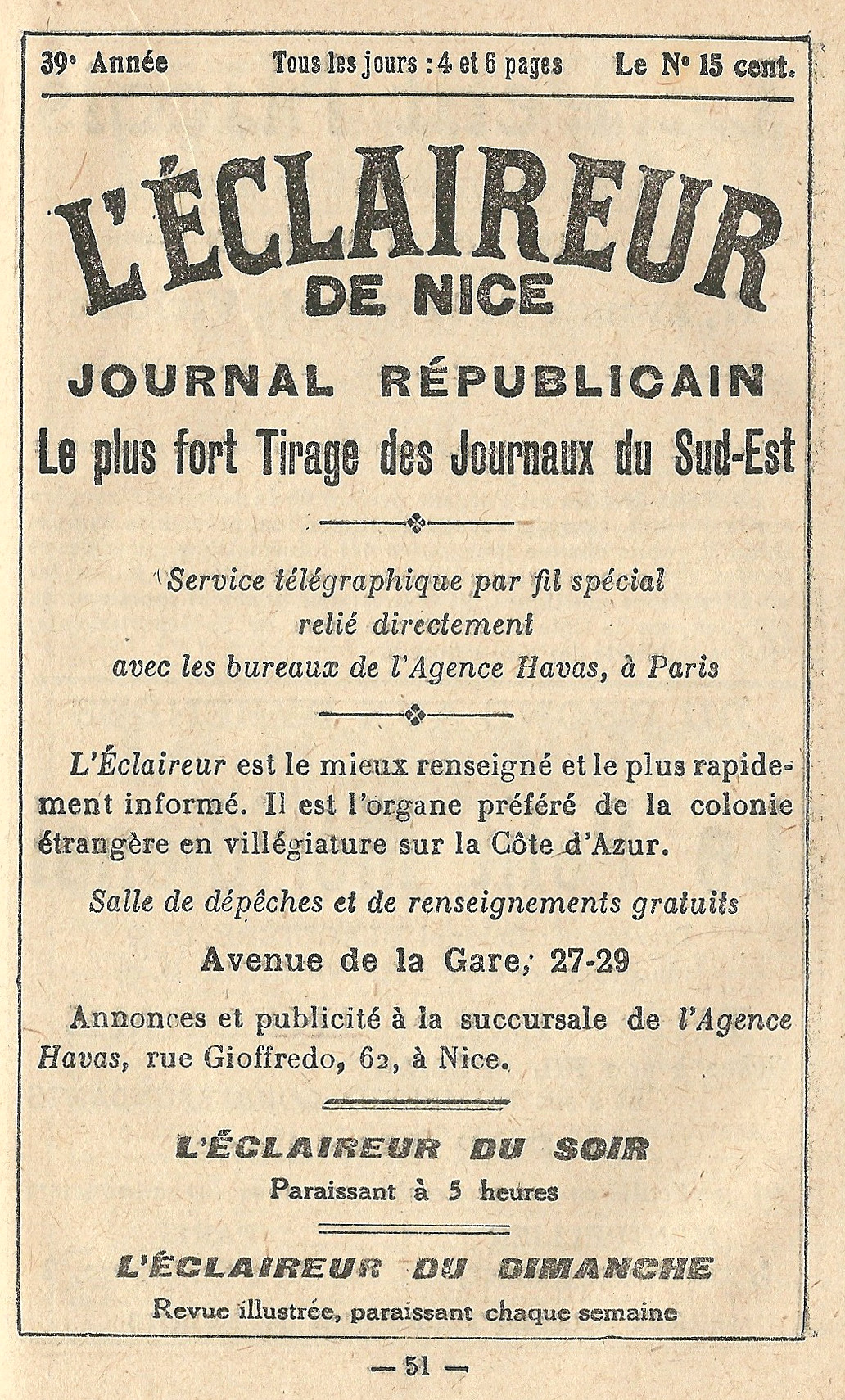
Réclame de 1921

En 1926, le journal devient L'Éclaireur de Nice et du Sud-Est.
Le 11 novembre 1942, Nice est occupé par les Italiens puis à partir de septembre 1943 par les Allemands. En mai 1944, les trois dirigeants du journal, Léon Garibaldi (PDG), Charles Buchet (rédacteur en chef) et Camille Calpatti (administrateur) sont arrêtés par la Gestapo à Nice, et déportés. Buchet décèdera au camp de Bergen-Belsen en 1945,.
Lors de l'Occupation, une série de grèves est organisée pour gêner les activités des occupants. Le personnel du journal se met en grève le 17 août 1944 suivi le lendemain par les employés de l'usine à gaz. Le 20 août, la CGT lance un ordre de grève générale. Le même jour, des résistants coupent les fils du PC allemand installé à Fabron. Le 28 août, jour de l’insurrection de la ville, le groupe FTPF René Canta s'occupe du centre-ville et occupe le lycée Félix Faure où les policiers rejoignent les insurgés. De là, René Canta et ses hommes investissent la préfecture. Des détachements occupent la Bourse du travail, l'imprimerie de L'Éclaireur, où l’on imprime immédiatement tracts et affiches appelant à l'insurrection, tandis que les locaux du Petit Niçois sont occupés par les pompiers résistants.
Au cours des semaines suivant la Libération des séquestres provisoires sont imposées à plusieurs entreprises : Compagnies du gaz et des eaux, EELM, TNL, Descours & Cabaud, Thorrand, Petterano, Sacco, Couiteas de Faucamberge, Michel. Un séquestre définitif est infligé à l'hôtelier cannois Martinez et également à L'Éclaireur, Le Petit Niçois et les studios de la Victorine.
Les locaux sont repris le journal communiste Le Patriote niçois. En 1945, Michel Bavastro devient le directeur commercial du Combat de Nice et du Sud-Est, l'antenne locale du journal clandestin du mouvement Combat, qui devient Nice-Matin le 15 septembre 1945. Bavastro reprend les locaux et du matériel de feu L'Éclaireur en juillet 1951.